# Savignac-sur-Leyze
Savignac-sur-Leyze é uma comuna francesa na região administrativa da Nova Aquitânia, no departamento Lot-et-Garonne. Estende-se por uma área de 11,38 km². Em 2010 a comuna tinha 310 habitantes (densidade: 27,2 hab./km²).